# Josef Vejvoda
Josef Vejvoda, (* 13. července 1945, Praha) je český hudební skladatel, bubeník, hudební aranžér, kapelník a dirigent pocházející z hudební rodiny. Nejznámější je jeho otec Jaromír Vejvoda (1902–1988) hudební skladatel, kapelník a autor téměř po celém světě proslavené polky Škoda lásky.

## Životopis
Narodil se jako nejmladší ze tří synů kapelníka a hudebního skladatele Jaromíra Vejvody, osobností české dechové hudby. Pod vlivem svého tatínka hrával od dětství na klavír a housle, pak i vibrafon, do hudební školy začal chodit v roce 1952 ve Zbraslavi nad Vltavou. Později přibral bicí nástroje které začal studovat na Pražské konzervatoři v roce 1961, v té době se začal věnovat plně jazzu. Studium dokončil po dvojím přerušení až v roce 1970. Roku 1967 se stal laureátem pražské Mezinárodní soutěže mladých jazzových sólistů v rámci Mezinárodního pražského jazzového festivalu.
Protože byl vyhledávaným spoluhráčem vystupoval jako hráč na bicí nástroje s mnoha hudebními skupinami. K těm nejznámějším patří Taneční orchestr Československého rozhlasu (TOČR) alias Jazzový orchestr Československého rozhlasu (JOČR), Orchestr Gustava Broma, S+HQ vedený multiinstrumentalistou Karlem Velebným, Jazz Cellula trumpetisty Laca Décziho, různá uskupení klavíristy Karla Růžičky, trio klavíristy Emila Viklického, Super Quartet s multiinstrumentalistou Jiřím Stivínem a Emilem Viklickým, i mnoho dalších. Komponoval také písničky pro Evu Pilarovou, Karla Černocha nebo Michaela Kocába.
Spolupracoval s mnoha jinými českými jazzovými hudebníky, např. s trumpetistou Jaromírem Hniličkou, kytaristou Rudolfem Daškem, kontrabasisty Františkem Uhlířem a Georgem Mrazem (Jiřím Mrázem) i zpěvačkou Evou Olmerovou. Jeho spoluhráči byli mnozí renomovaní zahraniční jazzoví hudebníci, např. trumpetisté Benny Bailey, Ted Curson a Joe Newman, trombonisté Lou Blackburn a Sonny Costanzo, klarinetisté Scott Robinson, Tony Scott a John Surman, kytarista Toots Thielemans, bubeníci David Friedman a David Friedman, kontrabasista Barre Phillips a mnoha další. Hrál na některých významných jazzových festivalech, jako jsou Jazz Ost-West v Norimberku, Jazz Jamboree ve Varšavě, Montreal Jazz Festival, Chicago Jazz Festival, Jazz Festival on Red See v Izraeli a samozřejmě i na Mezinárodním jazzovém festivalu v Praze.
V roce 150. výročí založení kapely a k nedožitým 90. narozeninám svého otce Jaromíra Vejvody obnovil Vejvodovu kapelu, kapelu jeho otce zrušenou v roce 1948 jako následek politických a společenských změn. Roku 1995 založil Salónní orchestr Josefa Vejvody, což je v podstatě Vejvodova kapela doplněná o smyčce a akordeon. Obě hrají klasický vejvodovský repertoár, dechovky, v jeho duchu pro ně skládá nové skladby i on sám a jeho dcera.
Nezapomněl však ani na svůj „jazzový původ“ a v roce 1998 sestavil Josef Vejvoda Trio, ve kterém ho doprovázejí hudebníci o generaci mladší kontrabasista Ondřej Štajnochr a klavírista Kryštof Marek. Trio vystupuje převážně s vlastním repertoárem pocházejícím od svých členů, ve kterém se mísí jazzové prvky s klasickou hudbou; mívají také společná vystoupení s komorními orchestry nebo se sólisty vážné hudby, např. s houslistou Pavlem Šporclem.
Pro zastupování a organizování vystupování Vejvodovy kapely, Salónního orchestru Josefa Vejvody a svého tria založil v roce 2001 Agenturu Josefa Vejvody (AJV). Stal se také zakladatelem mezinárodního festivalu dechových hudeb Vejvodova Zbraslav pořádaného každoročně od roku 1996, jehož součástí je i soutěž o nejlepší interpretaci skladby Jaromíra Vejvody.

## Rodina
Má čtyři dcery. Z prvního manželství s Jindrou roz. Zívrovou má dcery Johanu (*1966) a Juliánu (*1970). Z druhého manželství je Monika Šterbáková-Vejvodová, která vystudovala na Pražské konzervatoři skladbu a dirigování a v roce 2000 zakončila na Akademii múzických umění v Praze skladbu, a mladší dcera Zuzana Vejvodová (* 1980), která se stala herečkou.

## Diskografie
Seznamy nahrávek na hudebních nosičích jazzové, dechové i orchestrální hudby jsou k nahlédnutí zde:  Archivováno 4. 4. 2012 na Wayback Machine., 

## Poznámka
Josefu Vejvodovi, jazzmanovi s polkou v krvi, se dostalo zvláštní pocty 21. března 2002, kdy ke stému výročí narození jeho otce Jaromíra Vejvody mohl dirigovat světoznámou polku Škoda lásky při koncertu Hudby Hradní stráže a Policie ČR v Carnegie Hall v New Yorku.